# Order Korony Żelaznej (Włochy)
Order Królewski Korony Żelaznej (fr. Ordre Royal de la Couronne de Fer, wł. Ordine Reale della Corona di Ferro)  – order nadawany za zasługi od 1805 do 1814 w napoleońskim Królestwie Włoch; w 1815 przejęte przez Cesarstwo Austrii.

## Historia

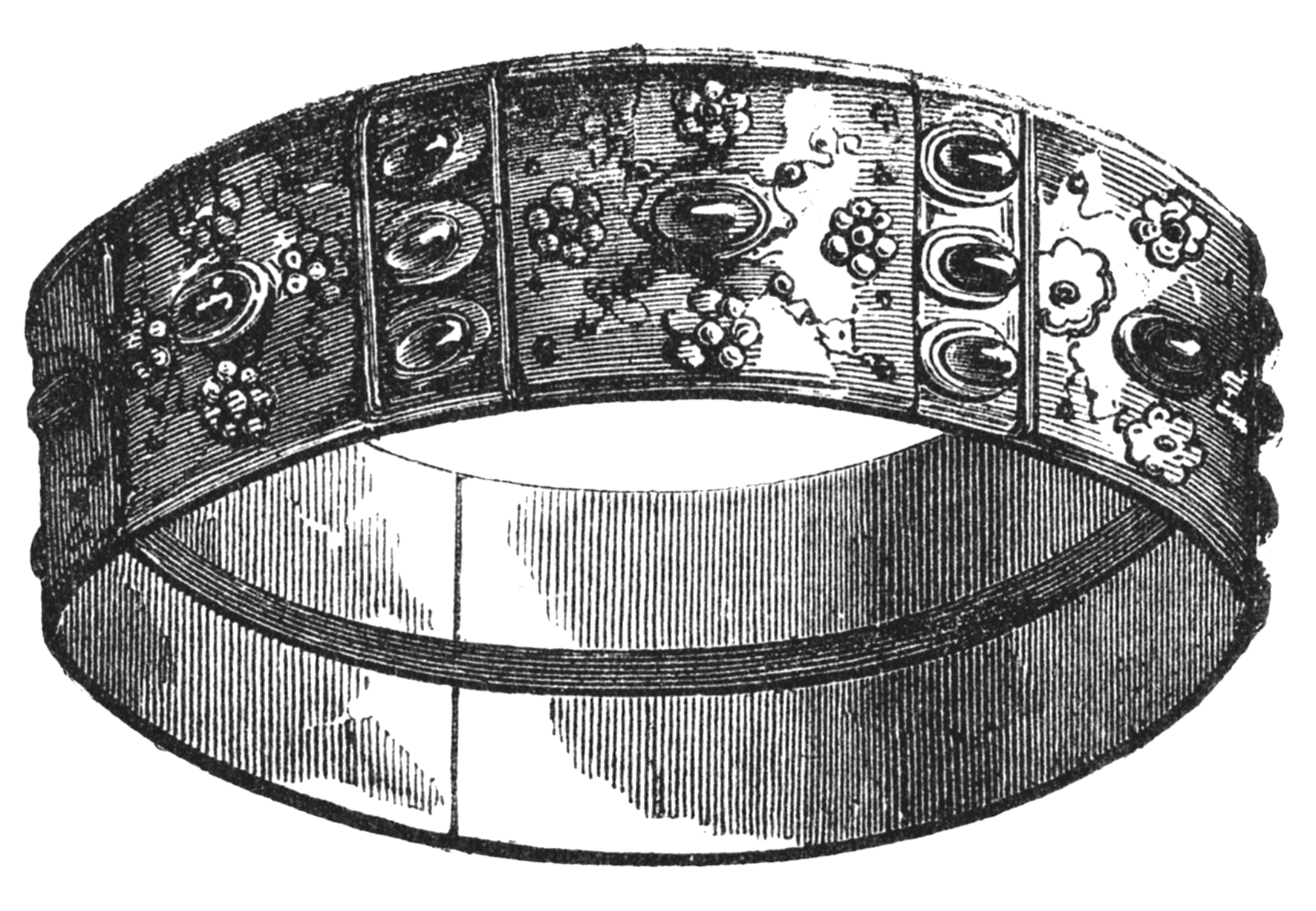
Żelazna Korona

Order został ustanowiony 5 czerwca 1805 roku przez Napoleona I, który po wyborze na króla Italii koronował się w Mediolanie 26 maja 1805. Do koronacji użyto pochodzącą z IX wieku Żelazną Koronę Longobardów, stąd nazwa orderu. 
Napoleon, wielki mistrz orderu, podzielił nowy order na trzy klasy z limitem nadań:
- I klasa: Dygnitarzy (dignitaires) – 20 osób z roczną rentą 3 tys. lirów,
- II klasa: Komandorów (commandeurs) – 100 osób z rentą 700 lirów,
- III klasa: Kawalerów (chevaliers) – 500 osób z rentą 300 lirów,

ale dla żołnierzy z obywatelstwem francuskim przeznaczono dodatkowe 5 dygnitarstw, 25 komandorii i 200 kawalerii. 19 grudnia 1807 Napoleon rozszerzył order o 15 Dygnitarzy, 50 Komandorów i 300 Kawalerów.
Dewizą orderu było włoskie: DIO ME L’HA DATA, GUAI À CHI LA TOCCHERÁ (od 1809), a wcześniej francuskie: DIEU ME L’A DONNÈE, GARE À QUI Y TOUCHERA (pol. BÓG MI JĄ DAŁ, BIADA TEMU KTO JEJ DOTKNIE). Pierwsza ceremonia wręczenia odznaczeń odbyła się 15 maja 1806 w Mediolanie.
Urząd pierwszego kanclerza orderu pełnił od 16 lutego 1806 Ferdinando Marescalchi – minister spraw zagranicznych Królestwa Włoch. Nadań zaprzestano w 1814.
Cesarz Franciszek I Habsburg, po przyłączeniu Lombardo-Wenecji do Cesarstwa Austrii i przejęciu orderu w 1815, odnowił i zreformował go w dniu swych urodzin (12 lutego 1816) pod nową niemiecką nazwą Orden der Eisernen Krone.
Po śmierci Cesarza Francuzów w 1821 został on pochowany z tym orderem.

## Insygnia
Odznaka orderowa, nazywana zwyczajowo krzyżem (franc. croix), w ogóle nie miała tego kształtu. Składała się z dwóch koron, jedna na drugiej i orła, do którego głowy mocowane było kółko łączące odznakę ze wstęgą orderową. Pierwsza korona, bynajmniej nie Żelazna Korona Longobardów, była otwartą koroną z kwiatonami (typ korony średniowiecznej) i obręczą pokrytą szaroniebieską emalią nawiązującą do nazwy orderu, z pozostawioną bez emalii skróconą dewizą: DIO ME LA DIEDE – GUAI A CHI LA TOCCA. Z niej wychylała się druga, dziesięciozębna korona z kulkami lub bez nich (typ korony antycznej), również emaliowana. Z niej z kolei wychylał się siedzący na wrzecionie gromu, zrywający się do lotu orzeł napoleoński. Na awersie, na dwóch środkowych zębach wyższej korony, umieszczony został, otoczony ornamentem sznurowym, złoty, owalny medalion z profilem Napoleona uwieńczonym tzw. Koroną Karola Wielkiego i emaliowanym na zielono wieńcem laurowym. Odznaki I i II klasy były wykonane w złocie, oznaka III klasy była srebrna. Odznaka I klasy była nieco większa od odznak klas II i III, będących tej samej wielkości. Jako szczególne wyróżnienie Napoleon nadawał oznaki z brylantami – taką otrzymał m.in. jego pasierb Eugeniusz de Beauharnais, wicekról Italii.
Stworzona we wrześniu 1806 gwiazda orderowa dla I klasy była początkowo haftowana, a później wykonywana wykonane w metalu. Posiadała sześć pęków promieni, w medalionie środkowym widniała głowa Napoleona otoczona dewizą orderu i wieńcem laurowym. Wstęga orderowa była żółtopomarańczowa z zielonymi krawędziami, w przypadku I klasy była to wielka wstęga noszona z prawego ramienia do lewego boku, w II klasie – wstążka z kokardą noszona na lewej piersi, a przy klasie III – taka sama wstążka lecz bez kokardy.

## Odznaczeni
Spośród Polaków klasę Komandora otrzymały dwie osoby:
- gen. Jan Henryk Dąbrowski (1806),
- gen. Jan Dembowski (1806),

a klasę Kawalera m.in.:
- gen. Jan Michał Dąbrowski (1806),
- gen. Aleksander Rożniecki (1806),
- gen. Józef Grabiński (1806),
- gen. Sykstus Estko (1806),
- gen. Stanisław Klicki (1806),
- gen. Józef Kossakowski,
- gen. Jan Weyssenhoff (prawdop.),
- gen. Józef Chłopicki (1810)[1].